# Associazione Sportiva Chiavari Nuoto
La Chiavari Nuoto è una società sportiva italiana attiva nelle discipline di nuoto, pallanuoto e nuoto artistico.

## Storia
Sono nati nella Chiavari Nuoto grandissimi giocatori come Maurizio Felugo e Stefano Luongo. Hanno fatto parte della rosa verdeblu giocatori importanti come Gaetano Del Giudice, il fiorentino Gabriele Luccianti, il laziale Daniele Lisi, il portiere olimpico Robert Dinu, il centroboa Alessandro Calcaterra, il difensore azzurro Paolo Petronelli, il russo Marat Zakirov, l’ungherese Tamas Varga, il croato  Dubravko Simenc e tanti altri importanti giocatori. 
Storico risultato raggiunto dai chiavaresi sono i play-off scudetto 2006-2007, con la conquista del sesto posto nella Regular Season.
Nella stagione 2023-2024 la società è tornata a disputare i play-off per la promozione in Serie A1, perdendo ai rigori ambedue le semifinali contro Crotone mentre la stagione seguente perde la finale contro Salerno.

## Strutture
La Chiavari nuoto disputa le proprie gare interne nella piscina Mario Ravera, che dal 2003 ha sostituito la precedente sede della piscina del Lido.

## Palmarès

### Trofei giovanili
- Campionato italiano Allievi: 1

1996

## Rosa 2025/2026
| N° |                   | Ruolo | Giocatore         |
| -- | ----------------- | ----- | ----------------- |
|    | Italia (bandiera) | P     | Luca Perrone      |
|    | Italia (bandiera) | P     | Luca Perrone      |
|    | Italia (bandiera) | D     | Gabriele Ghio     |
|    | Italia (bandiera) | D     | Matteo Raineri    |
|    | Italia (bandiera) | D     | Matteo Antonucci  |
|    | Italia (bandiera) | CV    | Livio Domenighini |
|    | Italia (bandiera) | CV    | Matteo Gitto      |

| N° |                   | Ruolo | Giocatore          |
| -- | ----------------- | ----- | ------------------ |
|    | Italia (bandiera) | A     | Giacomo Lanzoni    |
|    | Italia (bandiera) | A     | Jacopo Chiavaccini |
|    | Italia (bandiera) | A     | Alessio Pellerano  |
|    | Italia (bandiera) | A     | Nicola Schiaffino  |
|    | Italia (bandiera) | A     | Roberto Ravina     |
|    | Italia (bandiera) | CB    | Matteo Perongini   |

| Allenatore: | Gabriele Berri |

## Onorificenze
- Stella d'argento al merito sportivo del CONI

1983